# إدوارد ويسترمارك
إدوارد أليكساندر ويسترمارك (بالفنلندية: Edvard Westermarck) (من 20 نونبر 1862 إلى 3 شتنبر 1939) كان فيلسوفا وعالم اجتماع فنلنديا. درس عدة مواضيع من بينها التزاوج الخارجي وطابوه زنا المحارم.
ظاهرة التطبّع الجنسي المعاكس التي تحدث عندما يكبر شخصان بالقرب من بعضهما في نفس البيئة خلال السنوات الأولى من حياة أحدهما، مما يجعلهم ممنعين ضد الانجذاب الجنسي لاحقا، وتسمى الآن بتأثير ويسترمارك، قد وصفها أول مرة ويسترمارك في كتابه "The History of Human Marriage" الصادر سنة 1891.
وصف بأنه «أول عالم اجتماع دارويني» أو «أول عالم أحياء اجتماعي».
ساهم في إنشاء علم الاجتماع الجامعي بالمملكة المتحدة، ليصبح أول أستاذ علم اجتماع (مع ليونارد تريلاوني هوبهاوس) سنة 1907 بجامعة لندن. شغل مناصب أخرى في هيلسنكي وتوركو.
كان من المفكرين الأحرار وانتقد تعاليم الديانة المسيحية وأفكارها بحجة أنها تفتقد للأساس.
في المملكة المتحدة يكتب اسمه غالبا "Edward". كانت أخته هيلينا ويسترمارك كاتبة وفنانة.

## كتب
- 1891: The History of Human Marriage. الفصل 3، ماكميلان، لندن.
- 1906: The Origin and Development of the Moral Ideas. الفصل 2، ماكميلان، لندن.
- 1907: Siveys ja kristinusko: Esitelmä. Ylioppilasyhdistys Prometheus، هيلسنكي.
- 1914: Marriage Ceremonies in Morocco. ماكميلان، لندن.
- 1919: Tapojen historiaa: Kuusi akadeemista esitelmää: Pitänyt Turussa syksyllä 1911 إدوارد ويسترمارك. النسخة الثانية. Suomalaisen kirjallisuuden seura، هيلسنكي.
- 1920: Religion och magi (Religion and magick، Studentföreningen Verdandis Småskrifter 149، Albert Bonniers Förlag، ستوكهولم.
- 1926: Ritual and Belief in Morocco. 2 Vol.
- 1926: A short History of Human Marriage. ماكميلان، لندن.
- 1930: Wit and Wisdom in Morocco. Routledge، لندن.
- 1932: Ethical Relativity.
- 1932: Avioliiton historia. WSOY، هيلسنكي.
- 1932: Early Beliefs and Their Social Influence. لندن: ماكميلان.
- 1933: Pagan Survivals in Mohammedan Civilisation. لندن: ماكميلان.
- 1933: Moraalin synty ja kehitys. WSOY، هيلسنكي.
- 1934: Three Essays on Sex and Marriage. ماكميلان، لندن.
- 1934: Freuds teori on Oedipuskomplexen i sociologisk belysning. Vetenskap och bildning, 45. Bonnier، ستوكهولم.
- 1936: The future of Marriage in Western Civilisation. ماكميلان، لندن.
- 1937: "Forward" in The Wandering Spirit: A Study of Human Migration. ماكميلان، لندن.
- 1939: Kristinusko ja moraali (Christianity and Morals). أوتافا، هيلسنكي.

## بيبليوغرافيا
- (بالإنجليزية) The Oxford Dictionary of Philosophy اقرأ على الأنترنيت
- (بالإنجليزية) A Dictionary of Sociology اقرأ على الأنترنيت
- (بالإنجليزية) The Continuum Encyclopedia of British Philosophy اقرأ على الأنترنيت

## وصلات خارجية
- إدوارد ويسترمارك على موقع الموسوعة البريطانية (الإنجليزية)
- إدوارد ويسترمارك على موقع إن إن دي بي (الإنجليزية)
- مجتمع ويسترمارك